# Capim Grosso
Capim Grosso este un oraș în unitatea federativă Bahia (BA) din Brazilia.